# Oseja de Sajambre
Oseja de Sajambre (en asturleonés, Oseya Sayambre) es un municipio y villa española de la provincia de León, en la comunidad autónoma de Castilla y León. Cuenta con una población de 226 habitantes (INE 2024). Sus fiestas patronales se celebran los días 15 y 16 de agosto por Nuestra Señora y San Roque y su principal actividad económica es la ganadería.

## Geografía
Limita por el norte con el Principado de Asturias, iniciado ya el Desfiladero de Los Beyos, y al sur con Riaño, pasado el Puerto de Pontón. El municipio posee la particularidad de, pese a pertenecer a la provincia de León, estar situado al norte de la cordillera Cantábrica y verter sus aguas a Asturias. Dentro de su término municipal —concretamente en la «Fuente del infierno»— nace el río Sella, que talló el desfiladero de los Beyos por el que discurre, atravesando el Principado de Asturias hasta desembocar en el mar Cantábrico, en Ribadesella.
A este municipio pertenecen la propia localidad de Oseja de Sajambre y las pedanías de Pío de Sajambre, Vierdes de Sajambre, Ribota de Sajambre y Soto de Sajambre. El municipio limita con los siguientes términos municipales:
| Noroeste: Ponga (Principado de Asturias) | Norte: Amieva (Principado de Asturias) | Noreste: Posada de Valdeón |
| Oeste: Ponga (Principado de Asturias)    |                                        | Este: Posada de Valdeón    |
| Suroeste: Burón                          | Sur: Burón                             | Sureste: Burón             |

Situada dentro del Parque nacional de Picos de Europa fue descrita por el Conde de Saint-Saud como «una vasta cubeta circular con un cono rocoso majestuosamente colocado en su centro. Es la Pica Ten». Además de esta montaña de forma piramidal, un circo de cumbres rodean Oseja: Pozúa (1923 m), Pico Jario (1908 m) o Niajo (1739 m), desde cuyas cimas, majadas, laderas, bosques, senderos o praderías el visitante puede contemplar las vistas más espectaculares de este valle de alta montaña que ha sido calificado por algunos como «la Suiza cantábrica». 

## Historia

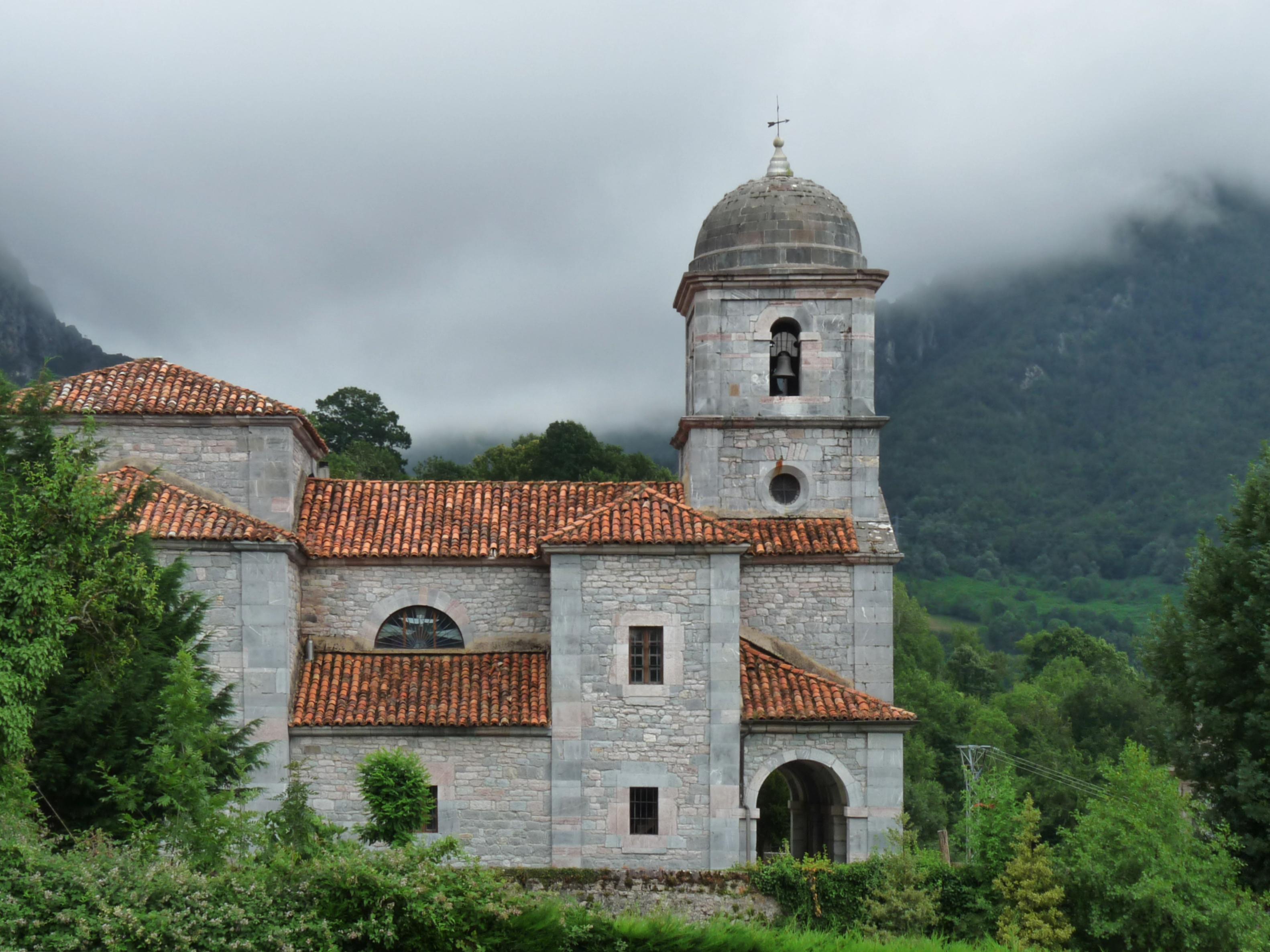
Iglesia Parroquial de la Asunción de Nuestra Señora

La iglesia de Santa María de Oselia (Oseya/Oseja) dependió durante la Edad Media del monasterio de San Facundo y Primitivo de Sahagún. La inexistencia de un desarrollo industrial en el siglo XX permitió la conservación de una de las masas forestales de especies autóctonas más importantes y valiosas de España, que sirve de hábitat a una gran biodiversidad.
Fue capital del concejo de Sayambre (castellanizado: Sajambre) en la Edad Media y en la Edad Moderna, que englobaba cinco pueblos (Oseja/Oseya, Soto/Sotu, Pío/Pió, Ribota y Vierdes). Allí se encontraba la casa consistorial, cuyo edificio bajomedieval llegó a principios del siglo XX. A la misma época llegó también La Torre, construida probablemente hacia finales del siglo XIV, y hasta principios del XXI aguantó en pie un caserón señorial de finales del siglo XV, con añadidos del XVI, que se conoció en el lugar como la Casa del Conde. Hubo también casa solariega con escudo de armas en el barrio de Las Cortes, perteneciente al linaje Díaz de Caldevilla, y otros caserones de buena factura, cuya construcción está documentada en el siglo XVII.
El edificio más antiguo que todavía se conserva es el palacio rural de los Piñán de Cueto Luengo, familia de rentistas e hidalgos notorios, que fue la principal casa diezmera durante toda la Edad Moderna. Se levanta en el barrio de Caldevilla, frente al Centro de Interpretación del Parque Nacional. Fue construido entre 1621 y antes de 1639 por Domingo Piñán de Cueto Luengo, cura párroco, notario apostólico y comisario de la Inquisición.  
En la Edad Media, sus habitantes se dedicaron a las actividades agropecuarias, esencialmente a la ganadería, y en la Edad Moderna también al comercio, mediante la arriería y la carretería. Según el catastro de Ensenada de 1752, todos los vecinos iban a la carretería dos veces al año y más de la mitad de las casas se dedicaban a la arriería. Comerciaban sobre todo con manufacturas de madera, que ellos mismos fabricaban, y almagre extraído de Labra (Cangas de Onís), además de pescado que compraban en Ribadesella y vendían en Valdeburón, y manteca, que tenía fama en todo lo que hoy es la provincia de León. Tanto es así que durante la Guerra de la Independencia tenían la obligación de abastecer de manteca a Luis de Sosa. Con sus acémilas y sus "carros de Campos" (una carreta especialmente preparada para la larga distancia) recorrían Asturias (donde vendían vino y compraban pescado) y toda la Meseta norte hasta la sierra de Gredos. 

## Demografía
Cuenta con una población de 226 habitantes (INE 2024). La población ha ido decreciendo paulatinamente desde mediados del siglo XX, por lo que, al igual que el resto de la provincia, padece una fuerte despoblación a día de hoy. Sin embargo, el atractivo natural de su entorno atrae mucho turismo rural a lo largo de todo el año, un sector en auge.
| Gráfica de evolución demográfica de Oseja de Sajambre entre 1842 y 2021                                               |
| |
| Población de derecho según los censos de población del INE. Población de hecho según los censos de población del INE. |